# Geld

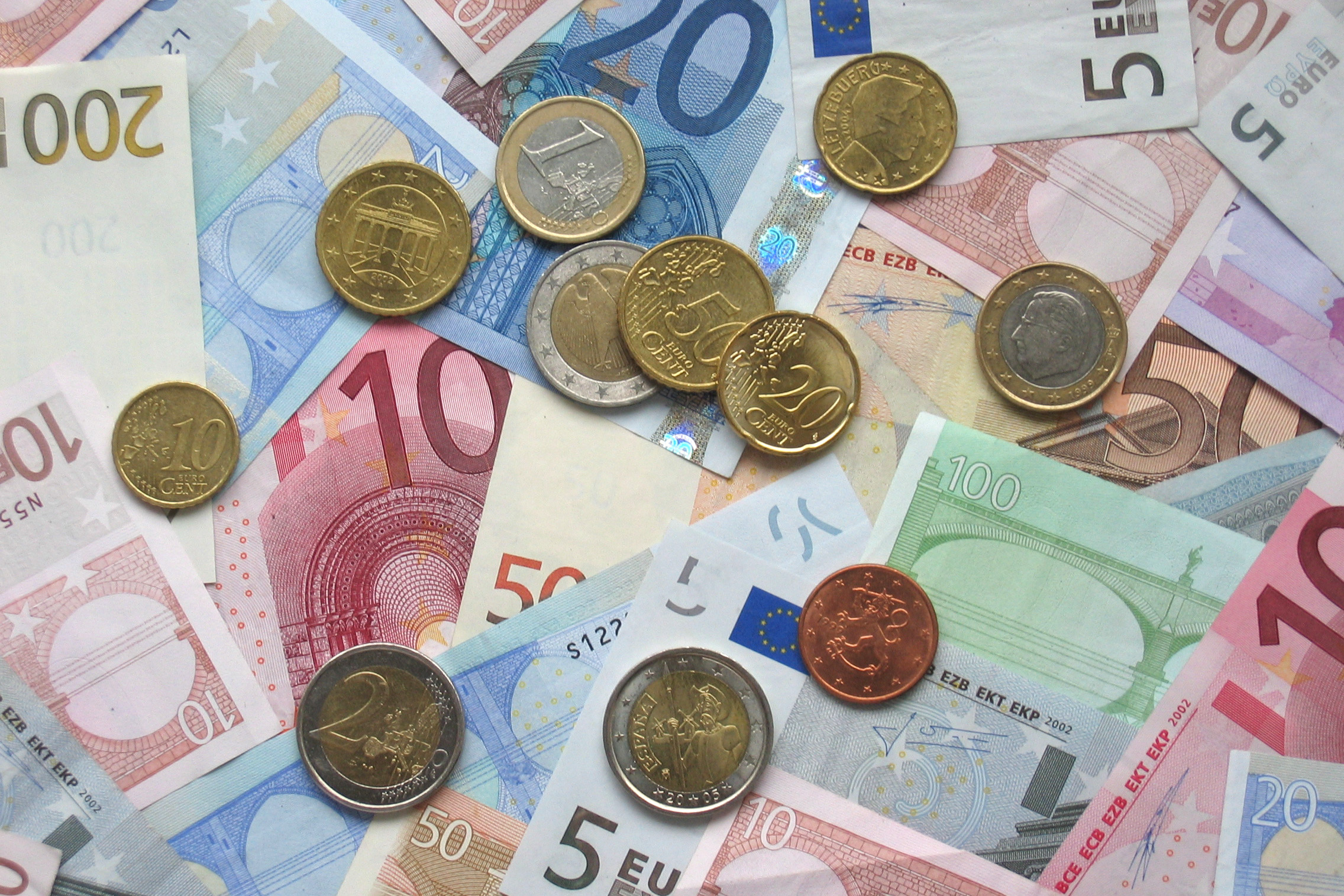
Euro-Banknoten und Euro-Münzen

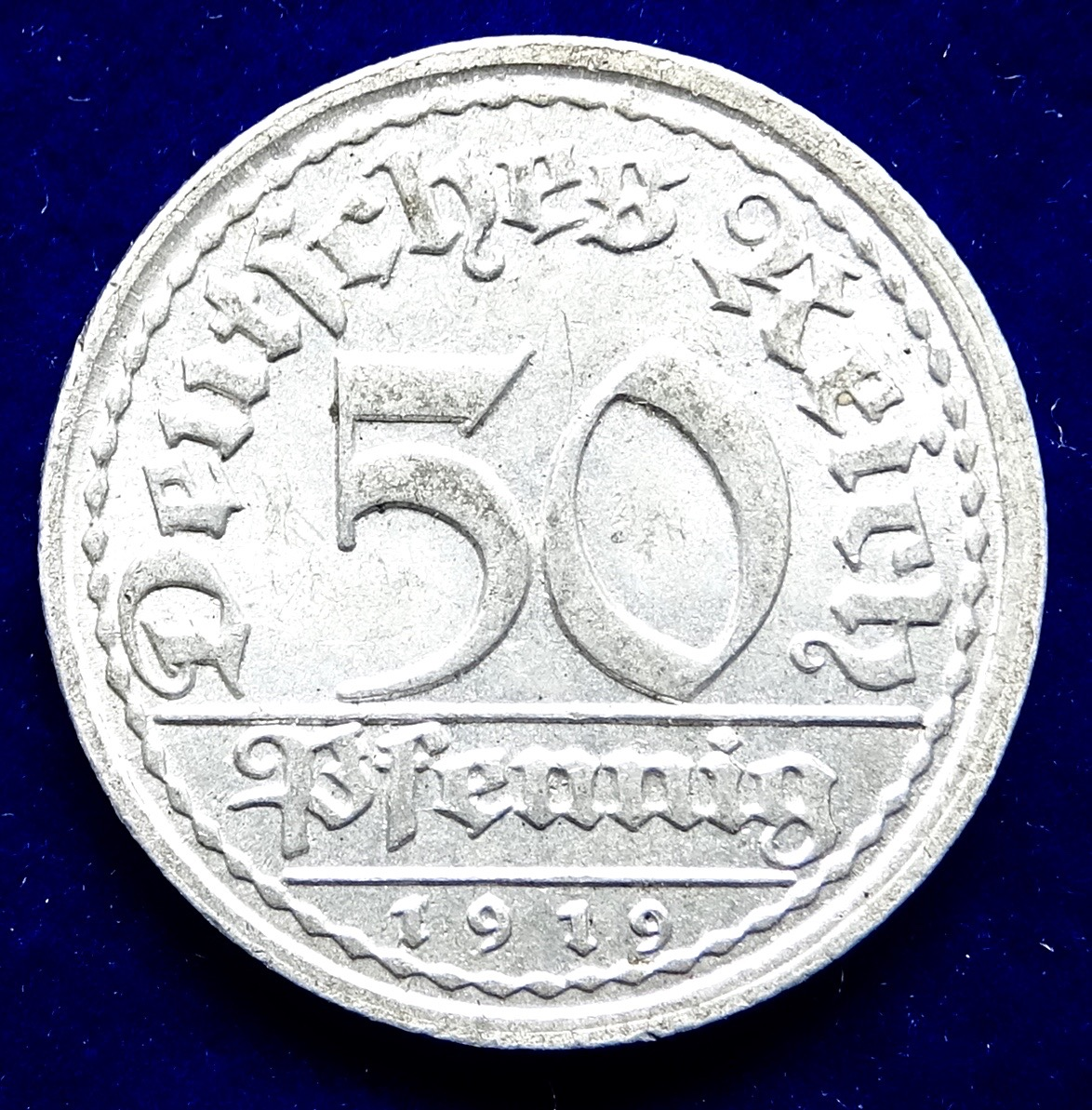
Deutsches Geld vor der 1923er Währungsreform:
50-Pfennig-Stück

Geld sind die in einer Gesellschaft allgemein anerkannten Tausch- und Zahlungsmittel.

## Etymologie
Das Wort stammt vom althochdeutschen gelt, das soviel bedeutete wie „Entgelt, Zins, Lohn, Opfer, Einkommen, Wert, gelten“ und erstmals im Jahre 790 auftauchte. Später übernahm es das Mittelhochdeutsche als geld/gelt (bereits in der Bedeutung Geld und Zahlungsmittel), wie es noch mit den Begriffen Entgelt oder abgelten geläufig ist.

## Definitionen
Verschiedene Wissenschaften wie die Volkswirtschaftslehre und die Soziologie haben klassische Definitionen hervorgebracht. Volkswirtschaftlich ist für Friedrich Bendixen Geld eine „Anweisung auf das Sozialprodukt“, die einzelne Geldeinheit stellt einen „hypothetischen Inhaberanteil am staatlichen Sozialprodukt, einen ideellen Anspruch auf das Potential wirtschaftlicher Befriedigungsmöglichkeiten, dar“. Damit fasste er Geld als Legitimation zum Empfang von Gegenleistungen aufgrund von vorangegangenen Vorleistungen auf. Günter Schmölders sah im Geld ein „dokumentiertes Wertversprechen allgemeiner Geltung“.
Aus juristischer Sicht ist Geld das vom Staat vorgeschriebene gesetzliche Zahlungsmittel mit vorgegebenen Denominationen, ein „Geschöpf der Rechtsordnung“. Geld ist das vom Staat oder einer staatlichen Behörde als Wertträger zum Umlauf ausgegebene und für den öffentlichen Verkehr bestimmte Zahlungsmittel.
Im praktischen Gebrauch ist Geld ein Zahlungsmittel, das sich von einfachen Tauschmitteln dadurch unterscheidet, dass es nicht unmittelbar den Bedarf eines Tauschpartners befriedigt, sondern aufgrund allgemeiner Akzeptanz zu weiterem Tausch eingesetzt werden kann.
Das in der Währungsverfassung eines Staates als gesetzliches Zahlungsmittel bestimmte Geld bezeichnet man als Währung.

## Geldarten
In einem zweistufigen Geldsystem gibt es Zentralbankgeld, entweder als Bargeld, das in Form von Münzen und Banknoten (Papiergeld) als Kassenbestand vorhanden ist oder Einlagen von Geschäftsbanken bei der Zentralbank. Weiterhin gibt es Buchgeld (bzw. Giralgeld), einem Zahlungsanspruch einer Nichtbank gegenüber einem Kreditinstitut auf einem Girokonto. Bargeld ist nach Definition der Europäischen Zentralbank im Aggregat {\displaystyle M0} außerhalb der Zentralbank (inklusive Kassenbestände der Geschäftsbanken) plus dem Zentralbankgeldbestand der Kreditinstitute auf Konten bei der Zentralbank enthalten. Das Aggregat {\displaystyle M1} erfasst den Bargeldumlauf bei Nichtbanken (also ohne Kassenbestände der Geschäftsbanken) plus Sichteinlagen der Nichtbanken. In den weiteren Aggregaten {\displaystyle M2} und {\displaystyle M3} sind zusätzlich Verbindlichkeiten von Banken gegenüber Kunden mit einer Laufzeit von bis zu zwei Jahren enthalten. Je länger die Bindungsdauer (Frist) einer Verbindlichkeit ist, desto mehr verliert sich deren Charakter als flüssiges Zahlungsmittel für den Inhaber. Daher sind Geldmengen von ihrer Definition abhängig. Diese unterscheiden sich zwischen den Währungsräumen.

## Geldfunktionen

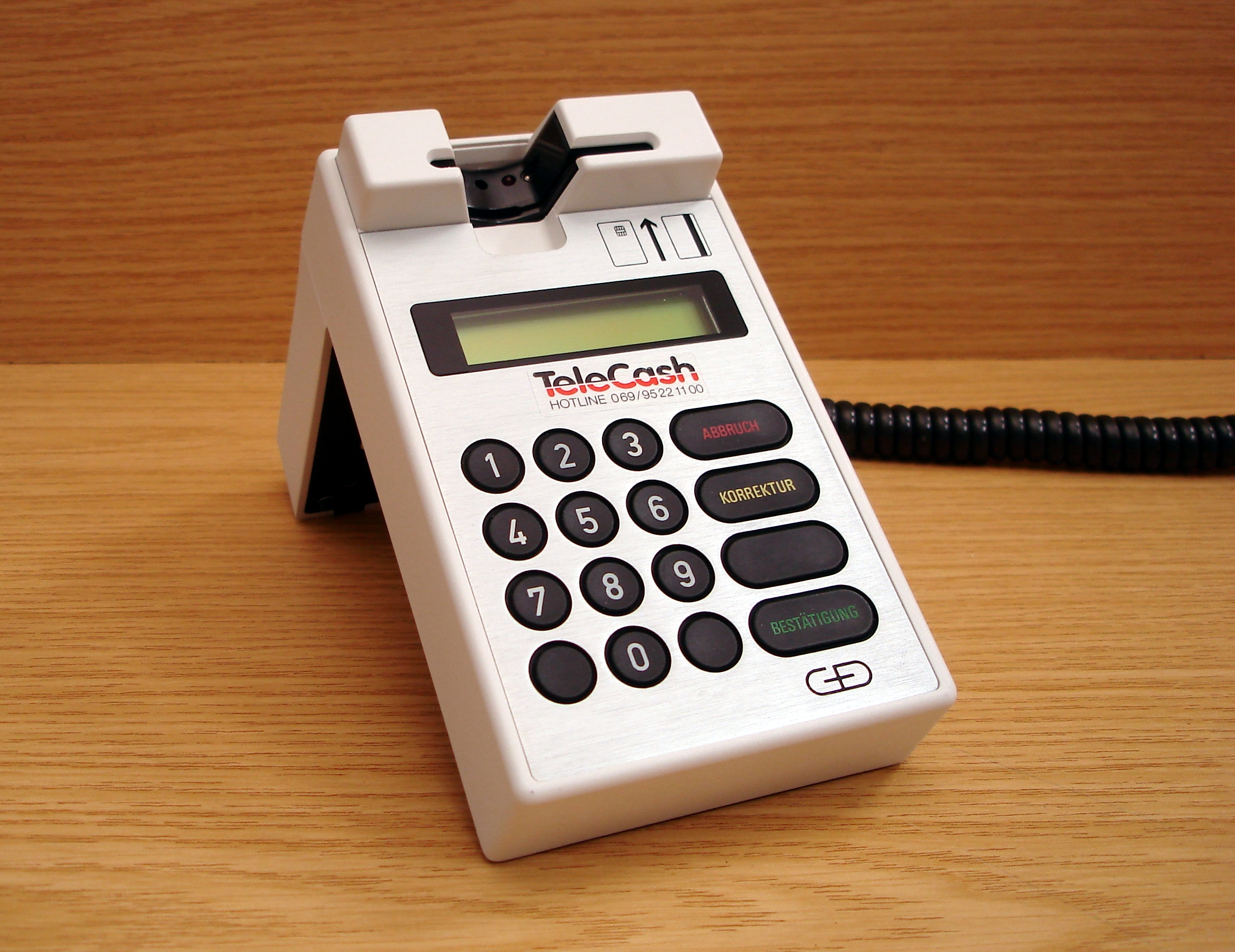
Heutzutage wird ein Großteil der Zahlungen bargeldlos über EC-Karten oder Kreditkarten abgewickelt. Der größte Teil der Geldmenge besteht aus Girokonto- und Tagesgeldguthaben (Sichteinlagen).

In der Volkswirtschaftslehre wird Geld funktional definiert. Karl Marx beschreibt in seinem Hauptwerk Das Kapital die Funktion des Geldes als „spezifische Äquivalentware“, als „Maß der Werte“ im Prozess der „Warenzirkulation“, die wiederum mittels des Geldes Ausgangspunkt des Kapitals ist.
- Geld hat Zahlungsmittelfunktion: Unter einem Tausch- oder Zahlungsmittel versteht man ein Objekt oder auch ein erwerbbares Recht, das ein Käufer einem Verkäufer übergibt, um Waren oder Dienstleistungen zu erwerben. Geld vereinfacht den Tausch von Gütern und die Aufnahme und Tilgung von Schulden.
- Geld ist ein Wertaufbewahrungsmittel.
- Geld ist ein Wertmaßstab bzw. eine Recheneinheit: Durch die Denomination (Nominalwerte von Banknoten und Münzen) ist die geldliche Gegenleistung als Marktwert und Marktpreis für Güter und Dienstleistungen messbar und bietet die Möglichkeit zur Verrechnung.

Konstitutiv ist für das Wesen des Geldes hauptsächlich die Funktion als transaktionsdominierendes Tauschmittel.
Je besser ein Gut die Geldfunktionen erfüllt, umso eher wird es als Geld angesehen.

## Geldschöpfung

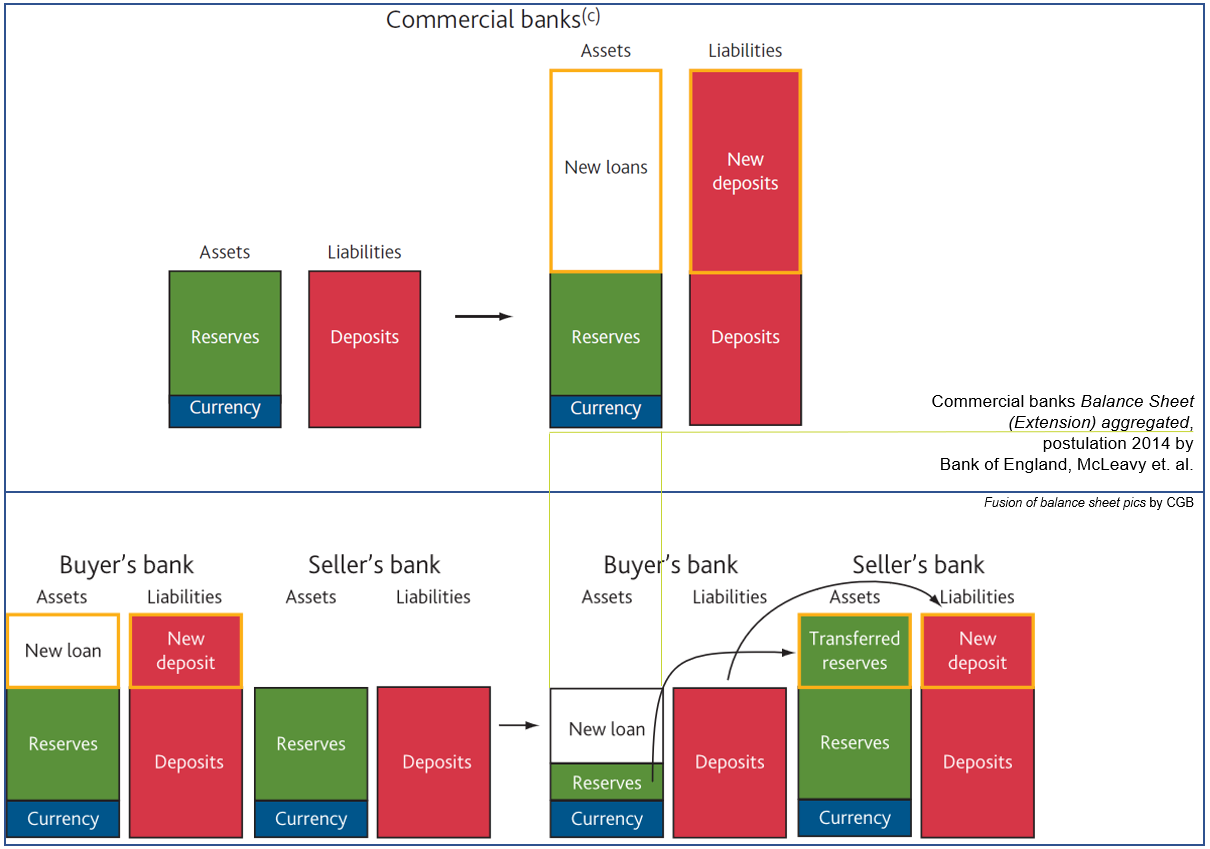
Stilisierte Bilanzbilder bei Kreditgewährung durch Geschäftsbank(en), einzel- vs. gesamtwirtschaftliche Betrachtung, erstellt durch die Bank of England 2014.

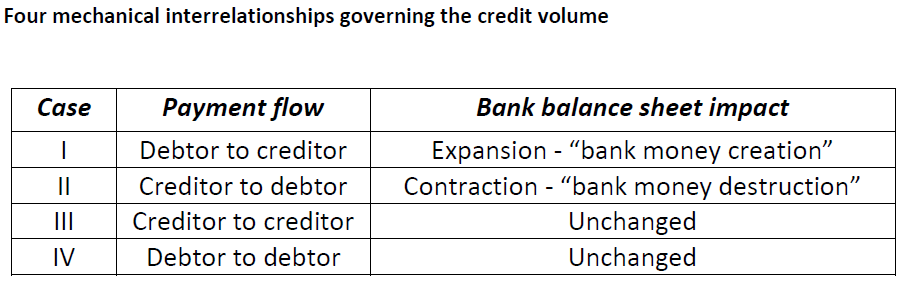
Nicht jede Kreditgewährung führt zu einer Erhöhung der Geldmenge (Decker/Goodhart 2021), es hängt von den Zahlungsströmen ab – siehe auch Kreditmechanik.

Geld entsteht heutzutage üblicherweise im zweistufigen Bankensystem aus Zentralbank und (Geschäfts)-Banken.
Zentralbankgeld besteht aus dem Bargeld und den Guthaben der Geschäftsbanken bei der Zentralbank. Verkaufen die Geschäftsbanken der Zentralbank Wechsel, Devisen oder Wertpapiere, so erhalten diese Zentralbankgeld in Form von Geldscheinen, Geldmünzen oder Zentralbankguthaben. Zentralbankgeld kann auch durch verzinsliche Kreditvergabe der Zentralbank an Geschäftsbanken gegen Pfandhinterlegung entstehen. Den Prozess der Zentralbankgeldschöpfung kann die Zentralbank über ihr geldpolitisches Instrumentarium (insbesondere Leitzins und Offenmarktpolitik) steuern. Geld entsteht auch, wenn die Zentralbank Ausgaben tätigt, für die sie mit Zentralbankgeld bezahlt.
Giralgeld entsteht hauptsächlich, indem eine Bank einen Kredit vergibt und dem Kunden den entsprechenden Betrag auf seinem Konto gutschreibt (Giralgeldschöpfung). Hierbei kommt es zu einer Bilanzverlängerung; die Aktivseite der Bankbilanz wächst um den Kreditbetrag, die Passivseite wächst um das Kontoguthaben des Kunden. Banken können die Geldmenge jedoch nicht beliebig durch Kreditvergabe erhöhen, weil sie verpflichtet sind, diese Kredite je nach Ausfallrisiko mit bis zu 8 % Eigenkapital zu unterlegen. Weitere begrenzende Faktoren sind generell die Bereitschaft der Banken zu Kreditvergaben sowie der Kunden zu Kreditaufnahmen (im Falle von Banken-, Wirtschafts- oder Finanzkrisen kann die Giralgeldschöpfung nachlassen und die Giralgeldmenge sinken – vgl. Nettokreditaufnahme).

## Geldmengendefinitionen

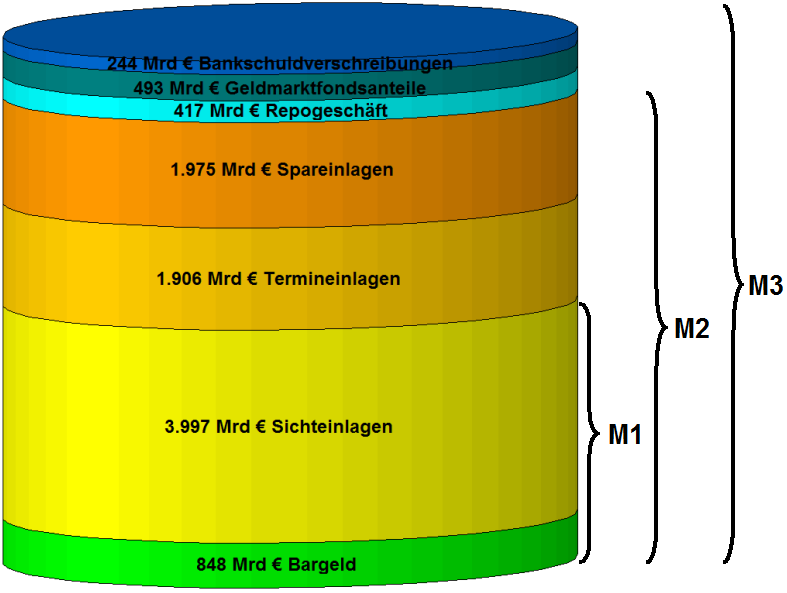
Die Geldmenge im Euro-Raum im März 2012

Die Geldmenge ist eine wichtige ökonomische Größe, weil sie im Zusammenhang mit der gesamtwirtschaftlichen Nachfrage nach Gütern und Dienstleistungen steht und Hinweise auf die zukünftige Preisentwicklung liefert. Die Geldmengendefinition ist nicht ganz einheitlich; im Folgenden wird beispielhaft die Geldmengendefinition der Europäischen Zentralbank dargestellt. Um den Umfang des geschöpften Giralgeldes zu messen, beobachtet die Zentralbank die Geldmengen M1-M3, die den Geldbestand von Nichtbanken erfassen. Die Geldmengen M1-M3 werden nach dem Grad der Verfügbarkeit des Geldes für die Bankkunden unterteilt.
- Die Geldmenge {\displaystyle M0}, auch Geldbasis genannt, umfasst das Zentralbankgeld, also Bargeld und Einlagen von Geschäftsbanken bei der Zentralbank.
- Die Geldmenge {\displaystyle M1} umfasst das Bargeld und die Sichteinlagen, also die innerhalb von einem Tag abrufbaren Bankguthaben (Girokonto, Tagesgeldkonto).[13]
- Die Geldmenge {\displaystyle M2} umfasst {\displaystyle M1} und Spareinlagen mit einer Kündigungsfrist von bis zu drei Monaten und Termineinlagen mit einer Laufzeit von bis zu zwei Jahren.[14]
- Die Geldmenge {\displaystyle M3} beinhaltet {\displaystyle M2} und zusätzlich Repogeschäfte, Geldmarktfondsanteile und Geldmarktpapiere sowie Bankschuldverschreibungen mit einer Ursprungslaufzeit von bis zu zwei Jahren.[14]

## Geldmarkt und Geldpolitik
Über den Geldmarkt können Zentralbanken auf das Verhältnis von Geldangebot und Geldnachfrage einwirken. Das Geldangebot kann die Zentralbank weitgehend steuern. Die Geldnachfrage ist abhängig von dem Verhalten der Wirtschaftssubjekte (Unternehmen, Privathaushalte, der Staat nebst seinen Untergliederungen).
Monetäre Ursachen für Inflation und Deflation: Übersteigt das Geldangebot die Geldnachfrage, so steigen die Preise (Inflation). Ist das Geldangebot kleiner als die Geldnachfrage, fallen die Preise (Deflation). Zentralbanken haben ein geldpolitisches Dilemma. Einerseits möchten sie durch niedrige Zinsen für Zentralbankgeld die Wirtschaft ankurbeln, denn niedrige Zinsen fördern Investitionen und Wirtschaftswachstum. Andererseits soll das Geldangebot (die EZB beobachtet hauptsächlich die Geldmenge M3) die Geldnachfrage nicht übersteigen, damit die Inflation niedrig bleibt. Hierzu muss ggf. durch Zinserhöhungen gegengesteuert werden. Zinserhöhungen verteuern die Geldschöpfung von Zentralbankgeld. Die Zentralbanken müssen also immer den situativ richtigen Zinspfad finden.
Realwirtschaftliche Ursachen: Inflation ist nicht immer ein monetäres Phänomen, sie kann auch realwirtschaftliche Ursachen haben. Auf dem Gütermarkt können sich bestimmte Güter z. B. Rohöl verknappen, dies führt zu Preissteigerungen, die sich als Preissteigerungen in nachgelagerten Märkten (z. B. Transportgewerbe) fortpflanzen.

## Geldtheorie
Die Geldtheorie ist eine Disziplin der Volkswirtschaftslehre, in der Wesen und Funktionen, Wert sowie Wirkungen des Geldes untersucht werden. Teilgebiete der Geldtheorie sind unter anderem die Theorie der Geldnachfrage, die Theorie des Geldangebotes (siehe Geldschöpfung), die Erklärung des geldpolitischen Transmissionsmechanismus, die Inflationstheorie, die Zinstheorie und die Theorie der Geldpolitik.

## Rechtsfragen

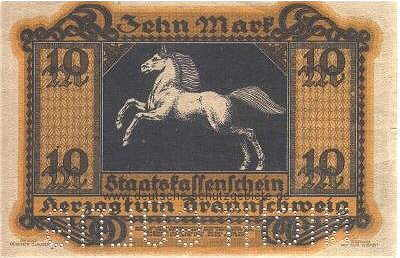
Braunschweiger Geldschein (Staatskassenschein, Notgeld), 10 Mark

Auch der Bundesgerichtshof (BGH) hat sich mit dem (strafrechtlichen) Begriff des Geldes befassen müssen. Danach ist Geld „… jedes vom Staat oder einer durch ihn ermächtigten Stelle als Wertträger beglaubigte, zum Umlauf im öffentlichen Verkehr bestimmtes Zahlungsmittel ohne Rücksicht auf einen allgemeinen Annahmezwang“. Hierin kommen die bisher bereits erwähnten Grundfunktionen des Geldes zum Ausdruck. Regelmäßig ist der Staat oder eine von ihm beauftragte Stelle für die Ausgabe dieses verkehrsfähigen Zahlungsmittels zuständig, das als Wertträger fungieren soll. Dieses Monopol des Staates, Geld zu drucken und in Umlauf zu bringen, schließt mithin aus, dass nicht Autorisierte ebenfalls Geld drucken und in Umlauf bringen, sodass deren Handlungen als strafbare Fälschung von Zahlungsmitteln gelten (vgl. Falschgeld).
Nach deutschem Recht wird Geld als Rechtsbegriff den Inhaberpapieren gleichgestellt (§ 935 Abs. 2 BGB). Das bedeutet, dass Geld gutgläubig sogar dann noch erworben werden kann, wenn es dem rechtmäßigen Eigentümer gestohlen wurde, verloren gegangen oder sonst abhandengekommen ist. Für andere bewegliche Sachen gilt das nicht (§ 935 Abs. 1 BGB), weil bei Geld und Inhaberpapieren deren Verkehrsfähigkeit nicht eingeschränkt werden soll.
Münzen und Scheine gehen ins Eigentum des Inhabers über; die oft behauptete Aussage, die Europäische Zentralbank sei Eigentümer, der Inhaber nur berechtigter Besitzer, gilt nicht für den Euro. Das Eigentum an Geld wird wie bei Inhaberpapieren durch einfache Einigung und Übergabe verschafft (§ 929 Satz 1 BGB). Euroscheine sind Sachen im Sinne von § 90 BGB. An Sachen kann jeder Eigentum gemäß allgemeinen zivilrechtlichen Regelungen erwerben. Banknoten und Münzen gehören somit demjenigen, dem sie übereignet worden sind. Der Eigentümer kann mit ihm gehörenden Sachen in den durch die Rechtsordnung gesetzten Grenzen nach Belieben verfahren. Für den Euro gilt, dass die Zerstörung von Zahlungsmitteln weder rechtswidrig noch strafbar ist. In Deutschland gilt § 903 BGB, wonach der Eigentümer mit seinen Sachen grundsätzlich nach Belieben verfahren darf. Jeder Besitzer von Geld kann entscheiden, sein Geld nie mehr auszugeben und damit für immer aus dem Umlauf zu nehmen. Mit einer unumkehrbaren Beschädigung von Zahlungsmitteln wird Geld auch nicht vernichtet, sondern nur unumkehrbar aus dem Umlauf genommen. Die Bundesbank leistet jedoch für absichtlich beschädigte Geldscheine keinen Ersatz.
In manchen Ländern (wie den USA) kann die Zerstörung von Zahlungsmitteln strafbar sein, beispielsweise wenn durch die Zerstörung die Abbildung eines Staatsoberhauptes oder geschützte Symbole beschädigt werden und eine solche Beschädigung strafbar ist.

## Geschichte

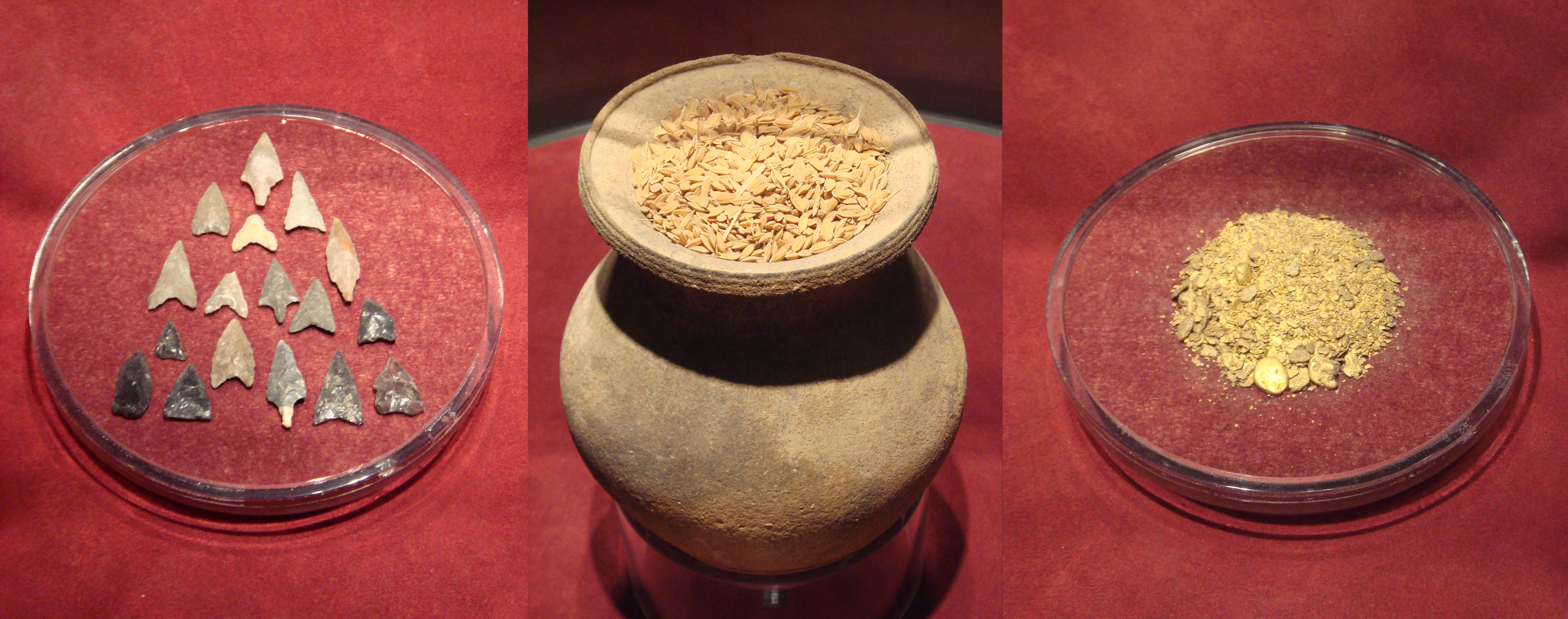
Im 8. Jahrhundert wurden in Japan Pfeilspitzen, Reis und Goldpuder als Tauschmittel benutzt.

Geld ist, was Geldfunktion erfüllt. Im Alltag sind dies vor allem Münzen und Banknoten. Aber auch immaterielles Geld in Form von Bankguthaben und Karten mit Geldfunktion spielt eine große Rolle. Geld wurde nicht zu einem bestimmten Zeitpunkt „erfunden“. Es entwickelten sich eher über die Zeit verschiedene Gewohnheiten und Praktiken bei Menschen die in dem, was wir heute „Geld“ nennen, aufgegangen sind. Geld gehörte anfangs zur kultischen und rechtlichen Sphäre und bezeichnete „das, womit man Buße und Opfer erstatten bzw. entrichten kann“. Erst nach dem 14. Jahrhundert nahm es seine aktuelle Bedeutung als „geprägtes Zahlungsmittel“ an. Ab Mitte des 19. Jahrhunderts existierte in vielen Ländern der Goldstandard, bei dem der Umtausch von gesetzlichen Zahlungsmitteln (Münzen, Banknoten) in eine feststehende Menge Gold versprochen wurde. Um 1930 haben fast alle größeren Staaten den Goldstandard aufgegeben. An die Stelle eines solchen Standards traten geldpolitische Maßnahmen der Notenbanken, die eine Preisniveaustabilität sicherstellen sollten. Durch die Digitalisierung steigt auch die Bedeutung von elektronischen Zahlungsvorgängen und -mitteln.

## Volkstümliche Bezeichnungen
Aufgrund der universellen Verbreitung und der großen Bedeutung des Geldes für den Alltag entstehen im Volksmund dafür immer wieder zahlreiche synonyme Bezeichnungen, wobei die Benennungsmotive unterschiedlicher Art sein können.

### Für Geld generell
Viele Bezeichnungen stammen aus einer anderen Sprache, so etwa die weit verbreiteten Ausdrücke
- Cash (englisch für „Bargeld“)
- Kies (jiddisch kis, „Geldbeutel“)
- Mäuse (jiddisch meus, „Geld“)
- Moneten (lateinisch moneta, „Münze“; vgl. engl. money)
- Moos (jiddisch und rotwelsch moos, mous (Plural), „Geld“)
- Möpse (seit 1749 aus Henese Fleck in die deutschen Studentensprache übernommen, von Mopp, „Knopf“)[23]
- Penunze (berlinisch Penunse, von polnisch pieniądze, aus dem Westgermanischen, verwandt mit althochdeutsch pfenning)
- Zaster (rotwelsch saster, „Eisen“)

Einige Bezeichnungen beziehen sich auf Brennstoffe:
- Kohle, Koks, Holz
- Asche
- Pulver (gemeint ist Zündpulver; vgl. sein Geld verpulvern, veraltet: verzünden)

Einige Synonyme für Geld bezeichnen Lebensmittel oder haben eine entsprechende Wortherkunft:
- Eier, Fett
- Bimbes/Bims (rotwelsch bimbes = „Brot“)[24]
- Diridari (bairisch, entstanden aus Diradey = Gemisch aus Roggen und Gerste)

Bezeichnungen für Tiere:
- Kröten, Mücken

Folgende Wörter werden für bestimmte Arten von Geld verwendet:
- für Kleingeld, Münzen: Schotter, Steine, Kies (jiddisch kis, „Geldbeutel“), abschätzig Negergeld[25]
- für Papiergeld: Scheine, Lappen
- für einen geringen, unbedeutenden Betrag: Peanuts, Obolus (von Obolos, altgriechisches Münznominal; für einen kleinen, meist freiwillig geleisteten Beitrag zu etwas)
- für eine große unbestimmte, aber bedeutsame Menge: Zaster (siehe oben), Mammon (vom aramäischen oder arabischen Wort aman = „das, worauf man vertraut“)
- für Falschgeld: Blüte

Einige weitere Benennungen verschiedenen Ursprungs sind oder waren nur regional oder bei bestimmten Personengruppen üblich:
- Draht, Flocken, Keulen, Kikerlinge, Klötze, Knaster, Knöpfe, Knosse, Knüppel, Krazacken, Marie, Moos, Ocken/Öcken, Patte, Piepen, Pimperlinge, Pinke/Pinkepinke, Schabangas, Schleifen, Schnee, Sickel, Stutz, Tacken
- Der häufige saloppe Begriff Knete stammt vermutlich aus der Jugendsprache der 1970er Jahre.[26]

### Für spezielle Denominationen
Für spezielle Denominationen werden bei bestimmten Geldwerten vorwiegend lautliche Varianten und Verballhornungen der entsprechenden Zahlwörter gebildet oder stehen meist in anderem unmittelbaren Zusammenhang mit dem jeweiligen Geldstück bzw. -schein, so etwa:
- Papiergeld: Ameise (auf der alten Schweizer 1000er-Note war eine Ameise abgebildet), Riese/Tausi/Taui (in Österreich:) Blauer (Tausender), Hunni/Blauer (Hunderter; Blauer nur für die D-Mark), Bauernzehner/Burazehner (Hunderter; im Bregenzerwald), Lappen (Hunderter; in der Schweiz), Fuffi (Fünfziger), Lübecker (auf dem 50 D-Mark-Schein war das Holstentor abgebildet), Pfirsich (Vierzig), Zwanni/Zwackel/Pfund (Zwanziger), Blaue Fliese oder Blaue Kachel (in der DDR der 100-Mark-Schein der „Westmark“).
- Münzgeld: Groschen (10 Pfennig oder selten 10 Eurocent), Heiermann (5-Mark-Stück), Sechser (lange noch in Berlin für das 5-Pfennig-Stück), Fünfliber (5-Franken-Stück in der Schweiz), Zwickel (2-Mark-Stück, 2-Euro-Stück), Fünferli (5-Rappen-Stück in der Schweiz)

### Für bestimmte Währungen
Bei volkstümlichen Bezeichnungen für bestimmte Währungen wird oft ein scherzhafter Charakter offenkundig. Mit solchen neuen Wörtern ist aber vielfach nicht (nur) die Währung als solche gemeint, sondern das stoffliche Äquivalent, also Münze oder Schein, und der Wert 1 dieser Währung. Daher wird in solchen Fällen der Ausdruck in erster Linie gemeinsam mit einem Zahlwort verwendet.
- Alpendollar (für die frühere österreichische Währung; sollte den Schilling nach Vorbild des US-Dollars als Hartwährung positiv charakterisieren)
- Euronen (Pluralform von Euro)
- Stutz (schweizerisch für Franken; aus der Studenten- und Soldatensprache; wahrscheinlich entstanden aus dem alten Wort stutzen = „tauschen“)
- Kujambels (Währung aus Übersee)
- Greenback (US-Dollar)

## Rezeption

### Mythologie
In Mythen und Märchen spielt auch das Geld eine Rolle. Die antike Sage, dass der kleinasiatische König Midas sich von den Göttern gewünscht habe, alles, was er berühre, solle zu Gold werden, und der deshalb zu verhungern und zu verdursten drohte, ist wahrscheinlich ein Echo der Tatsache, dass Münzgeld historisch zuerst in Lydien geprägt worden ist.
In Träumen und Märchen kann Geld die Bedeutung von Reichtum und Macht wie auch von Lebensenergie haben, aber auch die des moralisch Schmutzigen.

### Philosophie
Nach den Ausführungen von Karl Marx in seinem Hauptwerk Das Kapital erhält im Geld der Tauschwert als Warenfetisch eine eigene Existenzweise. Im Gegensatz zu den anderen Waren sei Geld keinerlei materieller Gebrauchswert, sondern nur – ähnlich einem „Fetisch“ – ein in der Gesellschaft allgemein anerkannter Tauschwert beizumessen.

„Eine Ware scheint nicht erst Geld zu werden, weil die anderen Waren allseitig ihre Werte in ihr darstellen, sondern sie scheinen umgekehrt allgemein ihre Werte in ihr darzustellen, weil sie Geld ist.“ Im Geld fänden die übrigen Waren „ihre eigne Wertgestalt fertig vor als einen außer und neben ihnen existierenden Warenkörper.“

Etliche Klassiker (so Georg Simmel und Alfred Sohn-Rethel) haben bedeutende Beiträge vorgelegt. Beachtenswert ist die wissenssoziologische Analyse Sohn-Rethels, dass die abstrakte Wertform, die das Geld seit seiner Einführung als Münzgeld im Lydien des 7. vorchristlichen Jahrhunderts verkörperte, auch denkerischen Abstraktionen in anderen Bereichen (so in der frühen ionischen Naturphilosophie) angebahnt habe. Untermauert wird dieser von Sohn-Rethel gesehene Geld-Geist-Zusammenhang durch die neueren Arbeiten des Altphilologen Richard Seaford. Eine ökonomietheoretische und soziologische Aufarbeitung der historischen Befunde zu den Anfängen dieser Parallelentwicklung hat Othmar Franz Fett geliefert.

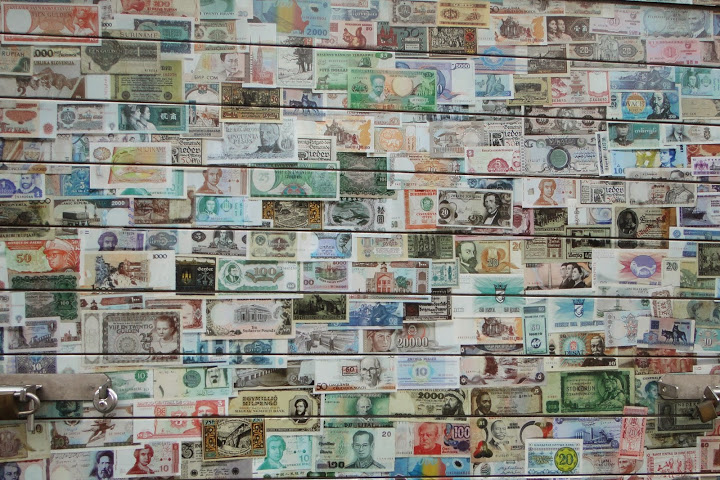
Banknoten verschiedener Länder

Zeichen- und wertetheoretisch wirksam und wichtig ist der früh (1897) von dem Philosophen und Begründer der Soziologie in Deutschland Ferdinand Tönnies ausgearbeitete Ansatz einer Loslösung der Begriffe aus einer natürlichen Denkungsart hin zu einer der Wissenschaft angemessenen Terminologie. Mit einer Analogie von „Begriff“ und „Geld“ unternimmt Tönnies, die Bedeutung der Zeichen – und dann die Kategorie der Werte – und das Verständnis von Geld als Zeichen herzustellen. Eine anfangs auf einer Situationserfahrung basierende Terminologie strebt hin zu einem unabhängig von sonstigen Vorstellungen und Gedanken entkontextualisiertem Konstruktionsprinzip einer reinen Wissenschaft, nämlich dass eigentliche Wissenschaft sich ihre „Begriffe ausschließlich für ihre eigenen Zwecke, als bloße Gedankendinge, gleichgültig gegen ihr Vorkommen in irgendwelcher Erfahrung, ja mit dem Wissen der Unmöglichkeit eines solchen Vorkommens“ bildet. Über die natürliche Entstehung allgemeiner Begriffe bzw. Begriffsnamen, die Tönnies „Allgemeinvorstellungen“ nennt, wird die Zeichen-Bedeutungs-Relation bis zur „Erfindung“ fort entwickelt, d. h. Konstruktion und Fiktionalisierung des zu benennenden Gegenstandes, der als „Ding oder Vorgang gedacht“ wird. Die damit implizierte Identität von Gegenstand und Idee ermöglicht im Gegensatz zur Merkmalsverarmung der Allgemeinvorstellung im Abstraktionsprozess eine zweckbestimmte, tendenziell geradezu unbegrenzte Merkmalausstattung des konstruierten Begriffs, der damit seiner eigenen Idee, der Idee eines Allgemeinen, das zugleich singulär (individuell) ist, entspricht. Daher kommt wie den Begriffen auch dem Geld Bedeutung zu. Wie Begriffe auf die natürliche Sprache zurückzuführen sind und insofern empirisch gegeben sind, so hat auch das „abstrakte“ Geld empirisch nur Bedeutung durch seinen Bezug auf das natürliche, also das gemünzte Geld.
Tönnies unterscheidet das „ursprüngliche Geld“, das durch den Gebrauch als absatzfähiges Gut, also als allgemein gültiges Tauschmittel etabliert wird, aber erst durch den öffentlichen Glauben als vom Gemeinwesen mit Garantiestempel geprägte Münze bestimmtes Gewicht und damit bestimmte Bedeutung erhält. Durch die Verpflichtung des Gemeinwesens, Geld als Kredit der Staatsregierung anzuerkennen, wird konventionelles Papiergeld – vorerst als nur kaufmännischer Kredit – dem Geld angeähnelt, ihm wird kraft künstlichen sozialen Willens Bedeutung als gesetzliches Zahlungsmittel zugewiesen. Die Bedeutung des Geldes als etwas, das nicht ist, sondern nur bedeutet und gilt, wird in der Banknote zum Zeichen materiellen Wertes, durch die Abkunft vom Metallgeld jedoch noch mitgedacht als Gegenstand. Damit stellt Tönnies die soziale Funktion der jeweiligen Zeichen – hier zum Beispiel des Geldes – in Beziehung zu den jeweiligen Erfordernissen sozialer Organisationen hinsichtlich der Generierung und Stabilisierung normativer Regelungen des sozialen Lebens, die zunehmend abstrakter und zweckrationaler werden.

### Soziologie
Oft traten in der Neuzeit ein Unbehagen über das Geld und ein damit verbundenes Gefühl von Ungerechtigkeit zutage. Es gab deshalb viele Entwürfe utopischer Gesellschaften, die ohne Geld auszukommen versuchten. Sie alle waren aber mit einer gemeinschaftsorientierten sittlichen Pflicht zur Arbeit verbunden, die die individuelle Freiheit einschränkte. Solche Entwürfe stammen etwa von Robert Owen, Francois Babeuf oder Pierre-Joseph Proudhon.
Anfänglich gab es bis in die Gegenwart hinein Stammes- und Volkswirtschaften, die ohne Geld auskamen. Solche Wirtschaftsformen sind als Naturalwirtschaft oder Subsistenzwirtschaft bekannt. In diesen herrscht entweder eine Verteilwirtschaft (in Stammeskulturen wird die Ernte gemeinschaftlich eingebracht und nach bestimmten Regeln an die Stammesmitglieder verteilt), oder es herrscht weitgehende Selbstversorgung, bei welcher kaum Handel und dann nur Tauschhandel getrieben werden.

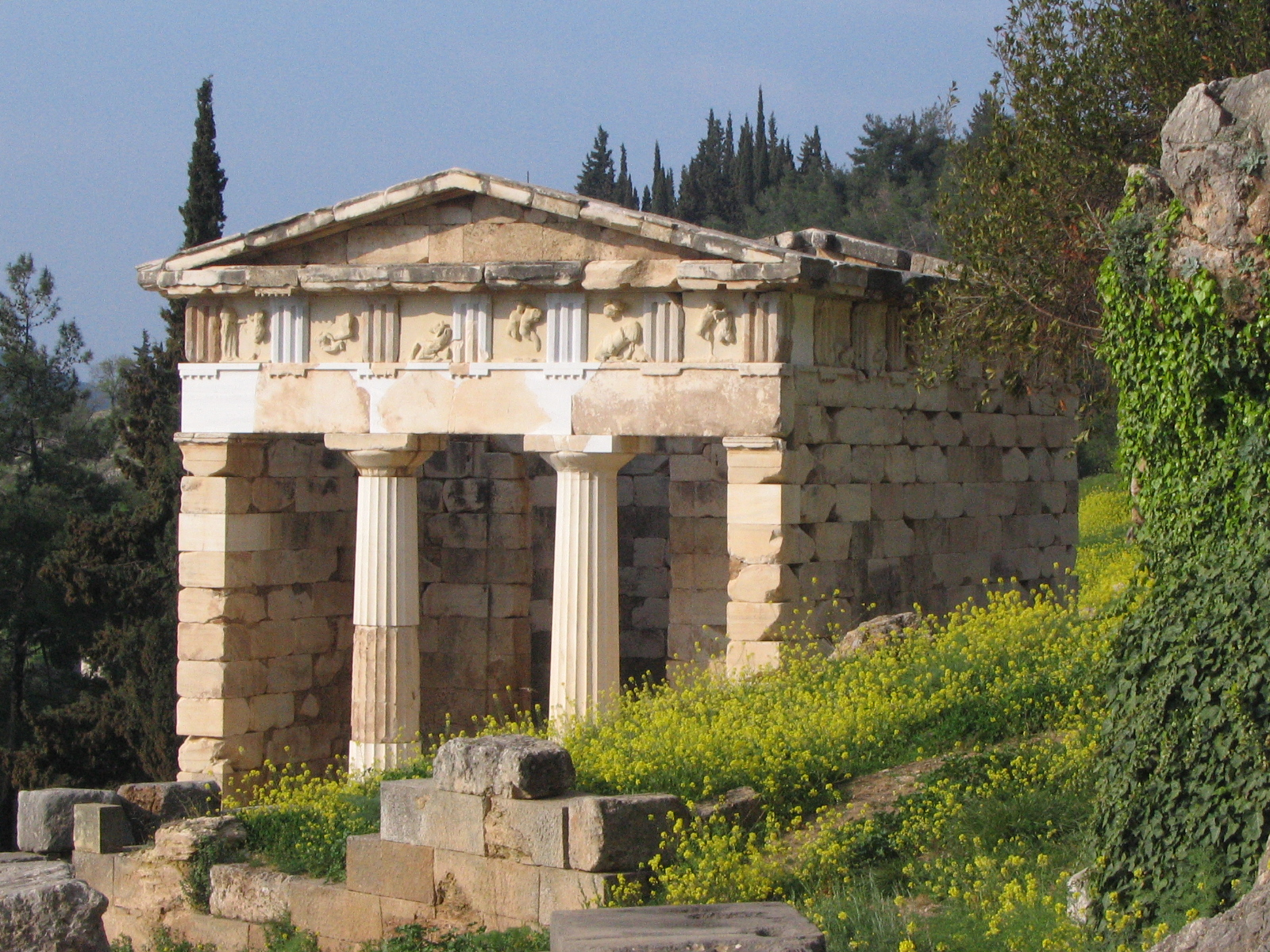
Das „Schatzhaus der Athener“ in Delphi – zugleich Tempel und Thesaurós (Depotbank)

Soziologisch wird darauf verwiesen, dass die ursprüngliche Etablierung von gemünztem Geld im 6. vorchristlichen Jahrhundert historisch auf große Schwierigkeiten stieß und dass dabei die antiken Tempel als erste Depotbanken dessen Einführung erleichterten, weil die dem gemünzten Geld zunächst eine diffuse symbolische (sakrale) Garantie mitgaben (vergleiche den Tempel der Iuno Moneta im alten Rom).
Auf die Bedeutung des neu entstandenen Münzgeldes für das abstrakte Denken, zuerst in der ionischen Naturphilosophie, hat Alfred Sohn-Rethel hingewiesen (Theorem der „Realabstraktion“).
Die neuere, über die Soziologie hinaus greifende Systemtheorie abstrahiert den Geldbegriff und sieht darin ein symbolisch generalisiertes Kommunikationsmedium. Talcott Parsons entwickelte das Konzept der symbolischen Tauschmedien, zu denen neben Geld auch Macht, Einfluss und Wertschätzung gehören. Geld fungiert in diesem Rahmen als Medium, dessen Wirksamkeit auf seinem Symbolcharakter beruht und das dadurch komplexe Austauschprozesse ermöglicht. Niklas Luhmann griff diesen Ansatz auf und prägte den Begriff des „symbolisch generalisierten Kommunikationsmediums“, um die Funktion des Geldes in der modernen Gesellschaft zu beschreiben.

### Religionswissenschaft/Theologie
Das Verhältnis von Religion(en) zu Geld ist historisch gesehen kontrovers insofern, als Geld mitunter kritisiert wird als falscher Gott in Form des Mammon (dem man nicht gleichzeitig dienen kann) oder als „irdischer got“ (H. Sachs) oder als „allergewöhnlichsten Abgott auf Erden“ (M. Luther). Es gibt aber auch Religionen, in denen eine positive, affirmative Beziehung zum Geld als Repräsentant von ökonomischer Prosperität zu finden ist, etwa im Konfuzianismus, bei bestimmten Hindu-Gottheiten wie Lakshmi oder entsprechend der These Max Webers im Protestantismus.

### Psychologie
Zu den psychologischen Aspekten gehört, dass es nicht zuletzt vom Geldbesitz abhängt, ob das individuelle Streben nach Freiheit (finanzielle Unabhängigkeit, Autonomie) und Zufriedenheit, aber auch nach sozialem Einfluss und Macht befriedigt werden kann. Geld zu bekommen wirkt als Belohnung. Menschen sind bereit, für Geld zu arbeiten; dabei werden sie zu Wettbewerbern und Konkurrenten.
Geld im Sinne von Besitz und Vermögen beeinflusst die Persönlichkeit und das Sozialverhalten der Menschen. Eine Untersuchung des Psychologen Dacher Keltner stellte die Tendenz fest, dass Großzügigkeit beim Spenden und das Interesse am Wohlergehen der Mitmenschen bei ärmeren Menschen stärker ausgeprägt sind.
Elias Canetti bezeichnet in Masse und Macht Geld in Form des „Schatzes“ als ein wirkmächtiges „Massensymbol“, das vergleichbar mit den Naturmächten Feuer, Meer und Regen als „Kulturprodukt“ einen verstörenden Einfluss auf die Psyche, das Bewusstsein und Verhalten der Menschen hat: „Kämpfe und Kriege sind um Schätze entstanden, und mancher hätte mit einem kleineren Schatz länger gelebt. So wird er oft notgedrungen geheimgehalten. Das Eigentümliche des Schatzes besteht also in der Spannung zwischen dem Glanze, den er verbreiten soll, und dem Geheimnis, das ihn schützt.“ In dem Buch Mysterium Geld brachte Bernard Lietaer Geld mit Archetypen im Sinne Carl Gustav Jungs in Verbindung.

### Pädagogik
Gelderziehung vermittelt ein Verständnis für den Wert von Gütern, Arbeit und Dienstleistungen sowie für Geldbeträge, den Umgang mit Zahlungsmitteln und das Geldwesen insgesamt. Im Vordergrund der Gelderziehung stehen traditionell das Taschengeld, Hinzuverdienste im Haus und mit Schülerjobs sowie der Umgang mit Sparbüchern und Schülerkonten. Heute sind auch das Online-Shopping und der Umgang mit Schulden ein Thema der Gelderziehung. Laut einer Jugendstudie der Direktbank Revolut im Jahr 2021 sind rund die Hälfte der Eltern in Deutschland (wie auch in Europa) der Meinung, dass sich Kinder schon im Alter von 6 bis 10 Jahren mit dem Thema Geld auseinandersetzen sollten.
Da die Angebote an Finanzprodukten sehr vielfältig geworden sind und die Notwendigkeit der privaten Altersvorsorge zugenommen hat, wird immer wieder gefordert, eine finanzielle Grundbildung an den Schulen zu vermitteln. Eine Jugendstudie mit 1600 deutschen Teilnehmern im Alter von 16 bis 25 Jahren ergab im Jahr 2019, dass mehr als 90 % der Befragten ein Schulfach „Finanzwissen“ befürworten (43 % als Wahlfach und fast 50 % als Pflichtfach).

### Anwendung physikalischer Begriffe
Populär ist die Annahme, Geld könne mit „Energie“ verglichen werden. Aus der Sicht der Physik ist dieser Vergleich nicht sinnvoll, weil Geld vernichtet werden kann – Energie jedoch nicht (Energieerhaltungssatz). Auch in den Wirtschaftswissenschaften ist die Akzeptanz von physikalischen Analogien zu Geld eher niedrig.
Der Mathematiker Georg Helm postulierte in seiner Lehre von der Energie (1887), Geld sei das ökonomische Äquivalent niedriger Entropie. Nicholas Georgescu-Roegen brachte im Jahr 1971 Helms Gedanken wieder in Erinnerung.

### Sprache
Karl Friedrich Wilhelm Wander hat in seiner fünfbändigen Ausgabe von Deutsches Sprichwörter-Lexikon (Wanders Deutsches Sprichwörter-Lexikon) im ersten Band 1420 Sprichwörter zu „Geld“ gesammelt, sieht man einmal von den damit zusammengesetzten Worten (Geldbeutel, Geldbrotz, Geldgeber usw.) ab.

## Kritik
- Neben der Kritik am Geldwesen wurde auch die Rolle des Geldes kritisiert und Forderungen nach dessen Abschaffung gestellt. Gefordert wurden die Begrenzung des Handelns mit Geld auf bestimmte Mengen oder Personen sowie die Suche nach alternativen Mitteln der Verteilung von Reichtum und Umverteilung von Waren und Leistungen. Geldkritik war zunächst moralisch motiviert. Seit der Entstehung des Kapitalismus wird Geldkritik auch mit Kritik an dieser Wirtschaftsform verbunden, u. a. im Marxismus. Eine andere Richtung der Geldkritik führte zum modernen Antisemitismus. Dies wurde verstärkt, da Juden in der Mehrzahl von handwerklichen Berufen und der Landwirtschaft ausgeschlossen waren und andererseits gläubigen Christen der Geldhandel verboten war.[42]
- Kritik an Geld und Rufe nach der Reformation der Währungsverfassung machten einen großen Teil der Geschichte des Geldes aus. Diese Auseinandersetzungen mündeten in unterschiedliche geldtheoretische Denkrichtungen.
- Die mangelnde Finanzierung von Sorge-, Haus- und Familienarbeit führt seit kurzem zu Diskussionen um eine Demokratisierung der Geldschöpfung, die Aspekte des bedingungslosen Grundeinkommens, der Dezentralisierung und der Dekolonialisierung aufgreift.[43][44]
- Die Kritik am Geld führt auch zu Forschungen, die über mögliche postmonetäre Formen des Zusammenlebens und des Wirtschaftens nachdenken.[45][46][47] Diese umfassen sowohl Formen des Gemeinschaffens (Commoning/Commonismus) als auch technischer Lösungen um Künstliche Intelligenz.[48][49] Dabei existieren vielschichtige Versuche, in kleineren Gruppen Formen des geldlosen Zusammenlebens auszuprobieren und zu etablieren.[50]

2024 initiierten plurale Ökonomen und Geldkritiker um Dirk Ehnts und Christian Felber die Plattform Geld der Zukunft, die Alternativen zur gegenwärtigen Geldschöpfung und Finanzwirtschaft vorstellen und diskutieren soll.